# Петър Енчев
Петър Енчев е български революционер, и инициатор на създаването на Българското параходно дружество. 

## Биография и дейност
Петър Енчев е роден на 29 юни 1855 година (Петровден) в Тулча. Син на иконом поп Енчо Димитров Ковчазов и Анна Димитрова, и двамата бежанци от Южна Тракия.
Петър Енчев има братя — Димитър, Перикли и Гаврил, и сестри Моса (майка на кап. Георги Купов) и Тодорка. (Теодора-съпруга на ген. Стефан Паприков)
Петър Енчев завършил гимназия в Болград, Бесарабия, а след това постъпил в пансиона на Тодор Минков в Николаев, където продължил образованието си в тамошната гимназия. Заедно със съученика си Панайот Волов се завърнали в Родината, в Шумен, където станали учители. Там те създали местния Революционен комитет. Главни организатори на така нареченото събитие „Френска сватба“. След което били арестувани от турските власти и изпратени в затвора в Русчук.
На 24 август 1883 г. в Шумен Петър Енчев сключил брак с Еленка Панайотова Димитриева. Кумци на сватбата им били Иван Евстатиев Гешов и съпругата му Марийка Пулиева. Елена Панайотова била родена в Шумен на 17 септември 1862 г., починала във Варна на 23 юни 1939 г. Първата българка завършила Американския девически колеж в Цариград през 1882 г. Имат три дъщери - Ана, Люба и Мария, и двама сина - Борис и Александър 
Петър Енчев участва в Националноосвободителното движение като секретар на БРЦК и БЦБО в Букурещ. 
По време на Сръбско-Турската война в Алексинац на 20 юни 1876, Петър Енчев получил пълномощно от главнокомандващия Сръбската войска ген. Черняев да състави батальон от българските доброволци и четите на Панайот Хитов, Ильо войвода и др. Задачата била изпълнена и това военно формирование дало основата на бъдещето българско опълчение.
По време на Руско-Турската война е преводач в корпуса на ген. Цимерман.
След Освобождението се установява в Пловдив. Работи там като финансов началник на Областната управа, и е депутат в Областното събрание, където е представител на Казълагачка околия.
Избран е за действителен член на научно-книжовното дружество "Наука" - Пловдив. 
От 1886 г. до средата на 1889 г. Петър Енчев и семейството му се установяват в Русе. Тук той работи като чиновник в Русенският клон на БНБ.
През 1889 г. Петър Енчев и семейството му се установяват във Варна. На 31 декември 1889 г., заедно с още петима предприемачи, поставят началото на Българското параходно дружество в Черно море. 
През 1890 г. Петър Енчев е назначен като директор на БНБ — клон Варна, а от 1905 г. директор на Кредитна банка — клон Варна. Директор на Параходното дружество 1910 г. Председател на Управителния съвет на Параходното дружество 1910-1912 г., Правителствен делегат в Параходното Дружество 1898-1899 г., също 1901 г. Виден общественик.
Петър Енчев умира на Великден 16 април 1922 г. във Варна.